# オーダー (建築)

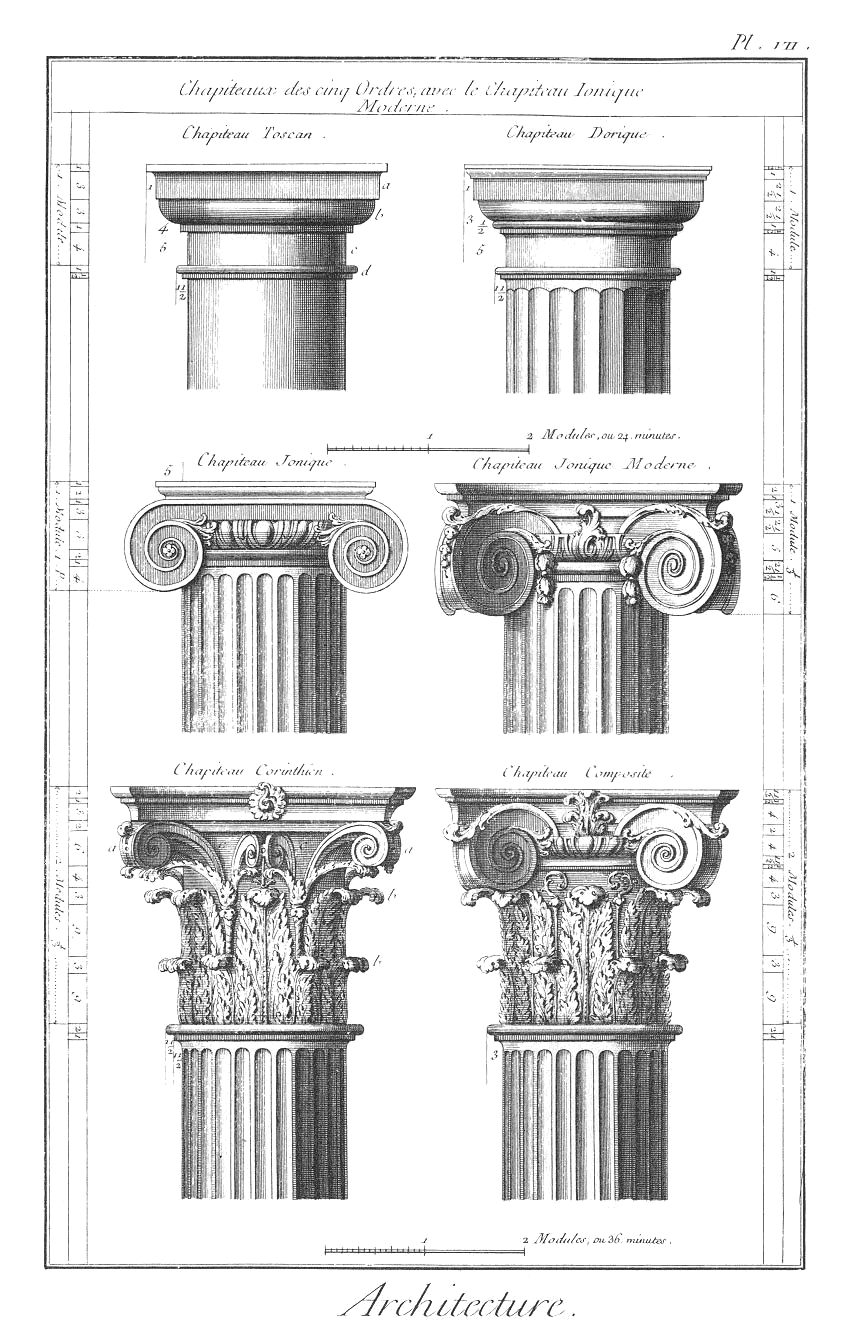
百科全書第18巻に掲載された柱頭形状の説明図。図中の上からの名称は次の通り

| トスカナ式 | ドリス式         |
| イオニア式 | イオニアモダン式 |
| コリント式 | コンポジット式   |

オーダー（英: order）は、古典主義建築の基本単位となる円柱と梁の構成法で、独立円柱（礎盤、柱身、柱頭）と水平梁（エンタブラチュア）から成る。一般的にトスカナ式、ドリス式、イオニア式、コリント式、コンポジット式の5種類を指す。
Order（秩序、順序、配列）という名のとおり、柱と梁など部材相互の秩序ある組み合わせのこと。

## 概説
オーダーは、ギリシア建築 ・エトルリア建築・ローマ建築に遡る、定型化された柱の装飾方法である。古代ギリシアでは伝統と結びついた重要な手法であったが、ローマ帝国末期には重要性を失い、東ローマ帝国（ビザンティン建築）では早い段階で消失した。
西欧諸国では、柱の装飾として粗野なコリント式の装飾が使われ続けたが、ルネサンスの時代に古典建築が「再発見」されると、オーダーは再び注目されるようになった。
ルネサンス後期になると、オーダーは建築美の究極の姿として権威化され、古典主義建築家たちの間で、オーダーのいかなる比例関係が真の美であるかということが真剣に論議されるようになった。17世紀になってオーダー＝真の美という考え方に疑問が呈されるが、18世紀末に古典主義建築の単なる記号として相対化されるまで、オーダーは建築において絶対的な地位を保ち続けた。

## 歴史
オーダーの起原は、ドリス式、コリント式はギリシア建築であるが、イオニア式は小アジアに由来し、どこまで遡れるかは定かでないものの、東方起原であることは間違いない。この3種類のオーダーはローマ建築に継承され、ドリス式、イオニア式、コリント式、そして簡素にではあるがトスカナ式については、古代ローマの建築家ウィトルウィウスの著作『建築について』に記述されている。ウィトルウィウスは、各オーダーの簡素な比例関係と、いかなる神殿にふさわしいかということについての説明を行っているが、決してこれら建築の必須用途であるとは規定しなかった。
オーダーを5種類に規定し、かつ建築の絶対美としたのはルネサンスの建築家たちである。
初期ルネサンスの建築家レオン・バッティスタ・アルベルティは、ウィトルウィウスの著作とローマ遺跡のオーダーを観察し、その建築理論を『建築論（De re aedificatoria）』にまとめたが、その時、彼はトスカナ式オーダーには言及せず、代わりにコンポジット式オーダー（彼自身はこれをイタリア式と述べているが）を加えた。アルベルティは、建築において主要な装飾は疑いなく円柱であるとしながらも、単にこれらのオーダーを考察の結果として記載し、構成しただけであった。彼はコンポジット式オーダーを加えはしたが、それについてほとんど何も語っていないし、コリント式オーダーを特に重用している。何より、実作では、彼自身が自らのオーダーの比例理論に忠実ではなかった。
アルベルティの著作には図版が記載されておらず、その後に刊行されたアントニオ・フィラレーテやフランチェスコ・ディ・ジョルジョ・マルティーニの建築論ではオーダーに関する明確な理論は語られていない。15世紀の建築家たちは包括的なオーダーシステムを持っておらず、ほとんどの場合、ロマネスク時代から用いられていたコリント式かコンポジット式を採用した。
16世紀初頭になると、古代ローマの遺跡に対する包括的な研究とウィトウィウスの理解によって、オーダーは体系的に扱われるようになり、特にドナト・ブラマンテによって様々な展開をみることになる。ブラマンテは、トスカナ式とドリス式を積極的に応用した初めての建築家で、聖人を崇拝する施設にはどのようなオーダーがふさわしいか、という定義を示した。
こうした2世紀に渡るオーダーの展開は、16世紀後期の建築家セバスティアーノ・セルリオの『建築書（L’Architettura）』によって集約された。セルリオの功績は、5つのオーダーをはじめて全般的に記述し、これを同等のものとして扱い、図版を使って説明することによって誰もがそれを扱えるように定式化、コード化したことである。まさにこの書籍によって、オーダーは建築の象徴となった。彼のオーダーは、厳格さという意味においては疑問であるし、その比例理論はウィトルウィウスのものから逸脱しているが、この書はすぐにドイツ語・フランス語に翻訳され、版を重ねた。さらにジャコモ・バロッツィ・ダ・ヴィニョーラが『建築の5つのオーダー（La Regola delli Cinque Ordini d’Architettura）』で、細部の詳細な比例関係を構築したことにより、建築家の誰もがオーダーを扱えることになった。
セルリオ以後、オーダーは建築美の究極の姿であるという概念は建築家たちに受け入れられ、建築理論はいかなる比例関係がオーダーの真実の姿なのかという論点で展開されるようになる。
17世紀になると、クロード・ペローが、古代からルネサンスにいたるオーダーの比例に全く統一性がないことを指摘し、オーダーの比例に内在する絶対的な美というものに対して疑問を呈したが、建築アカデミー主事であったフランソワ・ブロンデルはルネサンス的な比例理論を至高の存在としてこれを堅持した。ブロンデルのような保守派も、古代ローマの建築には一定の比例関係が全く見いだされないことを知ってはいたが、このような差異は視覚補正（見え方を適正にするための修正）によるものとされ、比例と美の関係に対する議論は18世紀中葉まで続けられた。
このような議論は新古典主義にも継承されたが、18世紀後期に、「美」の本質に主観と客観が相互に関連する恣意的な要素が含まれていることが認識され、さらに、植民地から諸外国の建築についての情報がもたらされるにおよんで、オーダーの比例に内在すると思われた美が実は経験的なものに過ぎないと考えられるようになった。このため、オーダーは建築にとって絶対的なものとはみなされなくなり、19世紀の歴史主義、折衷主義では、古典主義建築を表すだけの単なる記号として扱われることになった。

## 様式

### トスカナ式オーダー（トスカーナ様式）
ドーリス人がトスカーナ地方で神殿建築に用いたオーダーのこと。柱頭および敷桁に装飾は無くシンプルな形を特色とする。タスカン様式ということもある。
トスカナ式の特徴として円柱のプロモーションはそれぞれのオーダーで異なっているが人によってトスカナ式とドリス式を同じと考える人もいる。円柱の形の相違を見比べる点として上部の荷重を直接的に支える柱頭部分はそれぞれの柱で工夫がされていると考えられる。
しかし柱頭の部分に特徴が少ないのがトスカナ式とドリス式であるため区別がつきにくい。トスカナ式はフルーティング(溝彫り)がないのに対してドリス式はフルーティングがあるものとないものもあるドリス式にはフリーズにトリグリフを持つという特徴があるがこれを持たないドリス式も存在する。ドリス式は他にも複雑な装飾的細部があるがそれらが簡略化された柱が簡略化されたドリス式(トスカナ式)とされているため区別が難しい。細かな違いをあげるとすれば柱頭部分のエキナスの下部フィレットがドリス式では2〜3本あるがトスカナ式は1本しかない点やエキナスとその下のゴルジュの部分にトスカナ式では装飾がないこと、トスカナ式の柱礎はトールスとプリンスだけであることアーキトレーヴにファシアが無いなどという違いの特徴がある。
トスカナ式オーダーは、ウィトルウィウスの『建築について』第四書第七章において、3つの内陣を持った幅広の軒の深い神殿に使われるものと説明されている。この特徴はエトルリアの神殿建築に見られ、従ってこれはエトルリアに起原を持つ最も単純な形式のオーダーである。単体で存在する場合、ドリス式とは柱直径と高さの比例が異なる以外、区別がつかない。ブラマンテの設計したテンピエットも、比例の関係からドリス式ではなくトスカナ式とされる場合がある。
オーダーの比例関係は、ウィトルウィウスによれば、柱の直径：礎盤：柱頭＝1：1/2：1/2である。ルネサンス時代にヴィニョーラによって作成された『建築の5つのオーダー』でもこれは踏襲されているが、柱身上部の縮小が柱直径の0.85という関係や柱台寸法が柱直径の1/3などの細かい比例が追加されている。セルリオは著作の中で、トスカナ式を要塞や監獄にもちいるのが良いと考えた。

### ドリス式オーダー

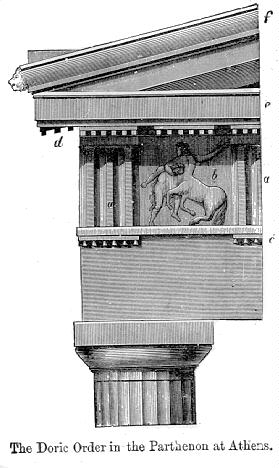
パルテノン神殿のドリス式オーダー

オーダーの中では最もその起原が古いと考えられ、ペロポネソス半島最古のギリシア建築に用いられている。パルテノン神殿など、ギリシアで見られる礎盤を持たない柱をギリシア・ドリス式、礎盤を持つものをローマ・ドリス式として区別する。他のオーダーとは違い、通常、コーニス部分に軒垂木の小口をモティーフにしたと思われるトライグリフとメトープが用いられる。
ウィトルウィウスはこのオーダーを男性になぞらえ、武神の神殿に用いるべきだと考えた。ブラマンテが、ペトロの殉教地であるサン・ピエトロ・イン・モントリオ聖堂のテンピエットにこのオーダーを用いたように、セルリオもこのオーダーにきわめて武人的な性格の強い聖人を当て嵌めた。ウィトルウィウスの『建築について』第四書第三章に、その比例関係が述べられている。柱下部直径を1とした場合、礎盤：柱頭：柱高：コーニス：フリーズ：アーキトレーヴ=1/2：1/2：7：1/2：3/4：1/2となる。

### イオニア式オーダー
渦巻模様が特徴的なオーダー。紀元前6世紀ごろに小アジアで作成されたもので、柱頭はアイオリス式柱頭から発展したことはほぼ確実である。紀元前5世紀頃には、アッティカ半島で広く使用されるようになり、ヘレニズム時代には、ドリス式に代わって殆ど全ての神殿建築に取り入れられた。
ウィトルウィウスの『建築について』第三書第五章では、柱下部の直径に対し、柱頭：礎盤（アッティカ風とイオニア風があるが）＝1：1/2、柱直径：柱の高さ＝1：9と1/2である。ウィトルウィウスは線の細いイオニア式を女性的しなやかさと捉え、女神の神殿に用いるべきだと考えた。これを受けて、セルリオは、女性の聖人か学者的な聖人に献堂する聖堂にイオニア式を用いるべきとしている。

### コリント式オーダー
紀元前5世紀頃に、アテナイで発明されたオーダー。柱頭部分は、コリントスにおいて、墓地に捧げられた篭がアカンサスに覆われたものを彫刻家が模して創ったと伝えられている。この話の真偽は定かでないが、アカンサスの葉を模しているのは事実であると考えられる。通常は、柱頭に上下8枚ずつ、互い違いにアカンサスが彫り込まれるが、装飾の豊かさと自由さによってヴァリエーションも多く、柱の装飾として好まれた。
ウィトルウィウスは『建築について』の第四書第一章においてコリント式オーダーについて触れ、その比例関係はイオニア式と同様であるとしている。ただし、柱頭のみは柱直径と同じ比であるとしている。このため、コリント式はイオニア式よりもほっそりとした印象を与え、繊細な肢体を持つ少女に準えられる。セルリオは、このオーダーを処女マリアに捧げられるものと考えた。

### コンポジット式オーダー
「混合式」を意味する。柱頭の上下に異なったオーダーの要素を組み合わせたもので、通常はとコリント式の上部にイオニア式の渦巻模様を載せた柱頭を持つ。しかし、渦巻きのかわりに人や動物の頭をあしらったものも見られ、ヴァリエーションが多い。アルベルティによって「発見」された。

## 構成

### エンタブレチュア
エンタブレチュア（Entablature）は、オーダー最上部の水平梁で、コーニス（Cornice）、フリーズ（Frieze）、アーキトレーヴ（Architrave）から成る。
イオニア式の場合であれば、コーニスは、上部から順に正シーマ（Cyma recta）・反シーマ（Cyma reversa）・帯状面（Fascia）・軒持ち送り（Modillions）・オヴォロ（Ovolo）・歯型飾り（Dentils）・反シーマ（Cyma reversa）・玉縁（Astragal）から構成され、アーキトレーヴは反シーマ・帯状面・反シーマ・帯状面・玉縁・帯状面から成る。ドリス式のコーニスにはトライグリフが取り付けられるが、ウィトルウィウスによれば、これは木造神殿の屋根の垂木の小口を現したものであるとされる。

ジャイアントオーダーが並ぶサン・ピエトロ大聖堂のファサード

### ジャイアントオーダー
柱頭や柱の装飾で規定される様式とは別に、複数階にまたがって設けられた通し柱のオーダーをジャイアントオーダーと呼ぶ。